# کرلتن (میسیسیپی)
کرلتن (به انگلیسی: Carrollton) شهرکی در ایالت میسیسیپی کشور ایالات متحده آمریکا است که جمعیت آن در سرشماری سال ۲۰۱۰ میلادی، ۱۹۰
نفر بوده‌است.